# 松崎泰弘
松崎 泰弘（まつざき やすひろ、1962年〈昭和37年〉- ）は、日本のジャーナリスト。現在は大正大学表現学部表現文化学科教授。

## 経歴
東京都出身。学習院高等科を経て上智大学文学部新聞学科卒業。
大学卒業後の1985年（昭和60年）に日本短波放送（現・ラジオNIKKEI）に入社。報道局証券記者クラブに配属され、以来30余年にわたる経済記者としてのキャリアを始める。同社では日本経済新聞社出向、ニューヨーク支局長を経験する。1996年（平成8年）に北海道放送株式会社入社。同社では1997年（平成9年）11月17日の北海道拓殖銀行破綻のスクープを報じる。2000年（平成12年）、株式会社東洋経済新報社に入社、編集局員を経てオール投資編集長、 会社四季報オンライン副編集長、会社四季報プロ500編集長を歴任。
2018年（平成30年）4月から大正大学表現学部教授として着任し現在に至る。大正大学では経済記者としての経験を生かしてメディア・ジャーナリズム研究を専門とする。大学での教育・研究の傍ら、各種メディアへの寄稿、番組出演も多い。
趣味は中学生時代から取り組んできたラグビーであり、スポーツ報道への関心も強い。

## 主な著作
- 『お金持ち入門 資産1億円を築く教科書』（実業之日本社、2015年7月） ISBN 978-4-408-11099-8　- 共著（編集・土井英司）

## 出演
- 東京マーケットワイド（TOKYO MX 、金曜午前担当）
- WORLD MARKETZ（TOKYO MX 、金曜担当）